# Trichomycterus aguarague
Trichomycterus aguarague är en fiskart som beskrevs av Fernández och Osinaga 2006. Trichomycterus aguarague ingår i släktet Trichomycterus och familjen Trichomycteridae. Inga underarter finns listade i Catalogue of Life.